# Campeonato Mundial de Gimnasia Rítmica de 1987
El XIII Campeonato Mundial de Gimnasia Rítmica se celebró en Varna (Bulgaria) entre el 16 y el 20 de septiembre de 1987 bajo la organización de la Federación Internacional de Gimnasia (FIG) y la Federación Búlgara de Gimnasia.

## Resultados
| Evento                            | Oro                                                                | Plata                                                            | Bronce                                                                |
| --------------------------------- | ------------------------------------------------------------------ | ---------------------------------------------------------------- | --------------------------------------------------------------------- |
| Concurso completo ind.            | Bianka Panova Bulgaria 40,000 pts.                                 | Elizabet Koleva Bulgaria / Adriana Dunavska Bulgaria 39,800 pts. |                                                                       |
| Cuerda                            | Adriana Dunavska Bulgaria / Bianka Panova Bulgaria 20,000          |                                                                  | Marina Lóbach Unión Soviética / Anna Kotchneva Unión Soviética 19,800 |
| Mazas                             | Bianka Panova Bulgaria / Anna Kotchneva Unión Soviética 20,000     |                                                                  | Marina Lóbach Unión Soviética 19,950                                  |
| Cinta                             | Bianka Panova Bulgaria / Tatiana Druchinina Unión Soviética 20,000 |                                                                  | Elizabet Koleva Bulgaria 19,900                                       |
| Aro                               | Bianka Panova Bulgaria / Marina Lóbach Unión Soviética 20,000      |                                                                  | Anna Kotchneva Unión Soviética 19,900                                 |
| Grupos concurso completo          | Bulgaria 40,000                                                    | Unión Soviética 39,200                                           | España / · China · 38,650                                             |
| Grupos (6 con pelota)             | Bulgaria 39,900                                                    | Unión Soviética 39,650                                           | China 38,850                                                          |
| Grupos (3 con aro + 3 con pelota) | Bulgaria 40,000                                                    | China 39,200                                                     | España · 38,750                                                       |

## Medallero
| Núm. | País            | Oro | Plata | Bronce | Total |
| ---- | --------------- | --- | ----- | ------ | ----- |
| 1    | Bulgaria        | 9   | 2     | 1      | 12    |
| 2    | Unión Soviética | 3   | 2     | 4      | 9     |
| 3    | China           | 0   | 1     | 2      | 3     |
| 4    | España          | 0   | 0     | 2      | 2     |

- Datos: Q2559848
- Multimedia: 1987 Rhythmic Gymnastics World Championships / Q2559848